# سینما اریکه ایرانیان
سینما اریکه ایرانیان نام مجموعه‌ای از سالن‌های سینما و تئاتر است که در مجتمع فرهنگی-تجاری اریکه ایرانیان واقع در فرحزاد تهران قرار دارد. این مجموعه که در سال ۱۳۷۹ تأسیس شده‌است دارای یک سالن اصلی به ظرفیت ۸۰۶ نفر و سه سالن کوچک‌تر مجهز به سیستم دالبی است. سالن‌های سینما مجتمع اریکه ایرانیان به صورت طبقاتی در طبقات همکف، اول و دوم بنا شده‌است که به منظور نمایش فیلم و اجرای تئاتر ساخته شده‌است.